# دانيال برنارد
دانيال برنارد هو مهندس وسياسي كندي، ولد في 28 يوليو 1959 في ديزرائيلي في كندا. حزبياً، نشط في حزب كيبيك الليبرالي. وقد انتخب عضو الجمعية الوطنية في كيبك ‏.